# 德馨 (官员)
德馨（1836年—?），字曉峰，富察氏:607，满洲镶红旗人，清朝官员。

## 生平
生員出身。咸丰七年（1857年），捐刑部筆帖式。咸丰十一年（1861年），任定陵工程處監修。同治二年（1863年），任刑部主事、刑部堂主事、秋審處總辦。同治三年（1864年），任刑部員外郎、秋審處坐辦、掌河南司印鑰。同治四年（1865年），任刑部郎中、掌廣東司印鑰、律例館提調。
同治七年（1868年），任江西臨江府知府。后任吉安府知府（署）、饶州府知府（署）、南昌府知府，河南開歸陳許道。光绪二年（1876年），为二品銜。光绪四年（1878年）起，历任江蘇按察使、河南按察使、浙江布政使、浙江巡抚（護理）、江西巡撫。
光绪二十四年（1898年），頭品頂戴花翎、布政使銜。何时逝世不详。

## 轶事
光绪年间，清廷为光绪帝大婚，进行选秀。德馨的两个女儿（时年十七、十八:607）与其她六名秀女进入了光绪十四年（1888年）十月的最后一次挑选。最终，清廷选定光绪帝表姐、慈禧太后侄女叶赫那拉氏为皇后。德馨的女儿落选:611—612。
太监唐冠卿回忆，最后一次挑选时，光绪帝属意的皇后人选是德馨的一个女儿，被慈禧太后阻止后，不得不选择叶赫那氏为皇后。当代研究者认为此说法“有一定的取信度”:612—613。
《棲霞閣野乘》称德馨父女“酷好声剧”。落选后，其女后为内务府某郎中妻。

## 家族
德馨和德恺光绪年间著《訥殷富察氏增修支譜不分卷》，始祖穆当阿，根据《讷音富察氏家乘》此支镶红旗满洲富察氏和镶白旗讷殷富察氏孟古慎郭和同族。此支镶红旗富察氏有刑部尚书哈山（又哈三）、总督富明安等。